# 구자철
구자철(具滋哲, 1989년 2월 27일~)은 대한민국의 전 축구 선수이다. 과거 공격형 미드필더와 중앙 미드필더로 활동했다. 2012년 런던 하계 올림픽에서는 대한민국 올림픽 대표팀의 주장으로 활약하여 사상 첫 메달권 진입을 이끌었다.

## 어린 시절
충청남도 논산시 양촌면 출신이다. 충주중앙초등학교, 청주대성중학교, 보인정보산업고등학교를 졸업하였고, 전주대학교를 졸업했다.
구자철은 초등학생이던 10살 때 축구를 시작했다. 초창기에는 주로 수비수로 뛰었다. 보인고 시절까지도 주목받는 선수는 아니었다.

## 구단 경력

### 제주 유나이티드
2007년 K-리그 신인 드래프트에서 3순위로 지명되어 제주 유나이티드에 입단하여 가능성을 인정받았고 주전 자리를 차지하였다. 2007년 4월 11일 열린 인천과의 리그컵 원정경기에서 프로 데뷔전을 치렀다. 이후 5월 5일에 열린 울산 현대와의 K리그 경기에서 프로 데뷔골울 기록했다. 2007년과 2008년에는 잔부상을 입어 많은 경기에 출전하지 못하였으나, 중앙 미드필더로서 좋은 활약을 펼쳤다.
2010년 1월, 잉글랜드 프리미어리그 블랙번 로버스에서 러브콜을 받았으나 블랙번 측에서 당장 영입하기보다는 조금 더 지켜 보겠다는 입장을 보여 이적은 결렬되었다. 그 해 2010년 FIFA 월드컵 예비 엔트리에 들었으나, 최종 엔트리에 포함되지 못하였다. 2010년 제주 유나이티드 FC에서 중앙 미드필더로서 패스 축구의 중심역할을 하며 팀이 리그 준우승을 차지하는 데 기여하였으며 11개의 어시스트를 기록하며 K리그 도움왕을 수상했다.

### VfL 볼프스부르크
구자철은 2011년 1월, 아시안컵 대회 득점왕에 오르며 독일의 VfL 볼프스부르크, VfB 슈투트가르트, 스위스의 영 보이스, 그리고 영국의 볼턴 원더러스에서 관심을 받았다. 마침내 2011년 1월 31일 독일 분데스리가 팀 VfL 볼프스부르크에 계약 기간 3년 6개월, 연봉 50만 달러 (약 5억 6천만 원)의 조건으로 입단했다. 그런데 스위스의 BSC 영 보이즈에서 이중 계약에 대한 의혹을 제기하여 FIFA가 진상 조사에 나섰으나, 구자철의 볼프스부르크 이적이 성사되었다. 하지만 주 포지션인 공격형 미드필더가 아닌 다른 포지션에 기용되고 시즌 도중 펠릭스 마가트로 감독이 교체되는 등 어수선한 분위기 속에 볼프스부르크의 주전 경쟁에서 밀리는 모습을 보였다. 결국 주전 확보를 위해 스스로 임대를 요청하게 되었고, 2011-12 시즌 중 같은 분데스리가 소속의 FC 아우크스부르크에 6개월 임대 조건으로 이적했다. 아우크스부르크에서 2013년까지 활동한 후 그 해 여름에 볼프스부르크에 복귀하였다. 2013년 10월 15일 천안종합운동장에서 열렸던 말리와의 A매치 경기에서 전반 36분에 페널티킥으로 골을 넣었으나, 발목 부상을 당해 출전 시간이 줄어들었다.

### FC 아우크스부르크
2012년 2월에 강등권에 있었던 FC 아우크스부르크로 임대 이적하였다. 분데스리가 2011-12 22라운드에서 레버쿠젠전에 선발 출장하여 후반 5분에 골을 넣었지만 FC 아우크스부르크는 바이어 04 레버쿠젠에게 1 - 4로 졌다. 이 골은 그의 분데스리가 데뷔 골이었다. 구자철은 분데스리가 2011-12 15경기에서 5골 1도움을 기록하며 팀이 분데스리가 1부 리그에 잔류하는데 중요한 역할을 수행했다. 시즌 후 FC 아우크스부르크와 임대 연장 계약을 하였고, 등번호 7번을 받았다.

### FSV 마인츠 05
2014년 1월 18일 구자철은 결국 2년 간 구애를 보내 온 마인츠 05로 이적하여 박주호와 한솥밥을 먹게 되었다.2018년까지 계약을 맺었으며 이적료는 마인츠 구단 사상 최고 이적료인 500만 유로(약 88억 원)으로 추정된다. 2014년 1월 25일 VfB 슈투트가르트전에서 데뷔전을 치렀다. 이적 후 2014년 2월 1일 SC 프라이부르크를 상대로 첫 골을 기록하였다.
그렇지만 이후 포지션 경쟁자인 유누스말리에게 공격형 미드필더 자리를 내주고 측면공격수,중앙미드필더등 몸에 맞지 않는듯한 옷을입은 모습을 보이며 팀에 완전히 녹아들지 못하는 모습을 보여주었다.
현지언론에서는 팀내 최대 이적료인 구자철이 그에 걸맞은 모습을 보이지 못하자 꾸준히 마인츠와 결별설을 보도하였다.

### FC 아우크스부르크
2015년 8월 31일, 구자철은 친정팀인 아우크스부르크로 재이적하였다. 그리고 그해 9월 12일, 복귀전인 바이에른 뮌헨전에서 좋은모습을 보이며 1어시스트를 기록했고, 9월 26일에 열린 TSG 1899 호펜하임과의 경기에서는 골을 기록했다. 2016년 3월 6일, 레버쿠젠과의 2015-2016 분데스리가 25라운드 경기에서 프로데뷔후 첫 해트트릭을 성공시키며 리그 7호골을 기록, 개인 한시즌 최다골 기록을 경신했다.

### 알가라파 SC
FC 아우크스부르크와 계약 만료 후 2019년 8월 알가라파 SC에 입단했다.

### 제주 유나이티드
2022 시즌 중 친정팀인 제주 복귀가 확정되어 11년 만에 K리그로 복귀하였다.
2024 시즌 후 현역 은퇴를 선언했다.

## 국가대표팀 경력
구자철은 U-18 대표팀과 U-20 대표팀 등 각급 청소년 대표팀에서 활약하였고, 2009년 수원컵 국제청소년축구대회의 주장에 선임되기도 하였다. 2008년 2월 17일 동아시아 축구선수권대회에서 중국과의 경기에서 구자철은 A매치 데뷔전을 치러, 역대 최연소 A매치 데뷔 순위 8위에 올랐다.
2009년, 이집트에서 열린 FIFA U-20 월드컵에서 8강에 진출하는 데 핵심적인 역할을 하며 주목을 받기도 하였다.
2010년 1월, 잠비아와의 평가전에서 A매치 첫 골을 기록하였으며, 다음 달인 2월에 동아시아컵 홍콩전에서 자신의 A매치 2번째 골을 기록하였다. 하지만 2010년 남아프리카 공화국 월드컵 최종 엔트리 선정 과정에서 이근호, 신형민과 함께 제외되면서 대회에 참가하지 못했다.
2011년 1월, 2011년 AFC 아시안컵에서 조별예선 1차전 바레인과의 경기에서 2골을 넣으면서 2 - 1 승리를 견인했다. 또한 2차전에서 오스트레일리아와의 경기에서 지동원의 패스를 받아 득점하고, 3차전 인도와의 경기에서도 1골을 기록하였다. 3·4위전 우즈베키스탄전에서 1골을 넣어 총 5득점으로 아시안컵 득점왕에 올랐다. 하지만 준결승 일본전에서 승부차기를 실축했고, 그 해 삿포로에서 열린 일본과의 A매치에서도 기회를 번번히 놓치는 등 일본과의 악연이 있었다.
2012년 8월 런던 올림픽 대표팀 주장으로 맹활약하여 홍명보 감독이 이끄는 올림픽 대표팀의 동메달 획득 기여와 동시에 군면제를 받으며, 일본전 후반에 쐐기골을 성공하며 악연을 털어 냈다.
2014년 6월 브라질 월드컵 대표팀 주장으로 활약하며 2차전 알제리전 후반 28분에 이근호의 패스를 받아 만회골을 터뜨렸지만 팀은 2 - 4로 패했다.
2014년 12월 22일 발표된 2015 AFC 아시안컵 최종 명단에 포함되었다.
2015년 1월 17일 2015년 AFC 아시안컵 조별리그 3차전 오스트레일리아전에서 팔꿈치 인대파열 부상을 당해서 일찍 귀국하였다.
2016년 9월 1일 중국과의 2018 러시아 월드컵 예선전에서 손흥민의 크로스가 지동원을 맞고 흐르자 달려들면서 슈팅, 그대로 득점에 성공하였다. 이 골은 그의 A매치 17번째 득점이다. 대한민국은 이 경기에서 3 - 2로 승리하였다.
2017년 11월 14일 국가대항 A매치 한국-세르비아가 열리고 있다. 구자철은 0 - 1로 지고 있던 후반 17분 페널티킥으로 동점골을 넣었다. 한국-세르비아 구자철 득점은 1분 전 자신이 페널티박스에서 반칙을 당하여 얻은 기회이기에 더 가치가 있다. A매치 66경기 19골.
2019년 AFC 아시안컵 8강전 한국-카타르 경기를 끝으로 국가대표 은퇴를 선언했다.

## 개인사
본가는 대전광역시 유성구에 있고, 대전광역시 유성구 홍보대사로 위촉되었다.
SBS에서 방송된 힐링캠프에서 기성용이 "구자철은 오글거려서 구글거림이라는 별명을 갖고 있다."며 구자철 별명에 대해 언급하였다.
2013년 6월 22일 제주도 대정읍 출신의 1살 연상의 여성 현진과 결혼식을 올렸다.

## 경력 통계

### 구단
| 클럽     | 클럽                    | 클럽       | 리그 | 리그 | 컵               | 컵               | 리그컵   | 리그컵   | 대륙   | 대륙   | 총계 | 총계 |
| 시즌     | 클럽                    | 리그       | 출장 | 득점 | 출장             | 득점             | 출장     | 득점     | 출장   | 득점   | 출장 | 득점 |
| 대한민국 | 대한민국                | 대한민국   | 리그 | 리그 | 대한민국 FA컵    | 대한민국 FA컵    | 리그컵   | 리그컵   | 아시아 | 아시아 | 합계 | 합계 |
| -------- | ----------------------- | ---------- | ---- | ---- | ---------------- | ---------------- | -------- | -------- | ------ | ------ | ---- | ---- |
| 2007     | 제주 유나이티드         | K리그      | 10   | 1    | 1                | 0                | 6        | 0        | -      | -      | 17   | 1    |
| 2008     | 제주 유나이티드         | K리그      | 9    | 0    | 0                | 0                | 5        | 0        | -      | -      | 14   | 0    |
| 2009     | 제주 유나이티드         | K리그      | 22   | 1    | 2                | 1                | 6        | 1        | -      | -      | 30   | 3    |
| 2010     | 제주 유나이티드         | K리그      | 29   | 5    | 4                | 0                | 1        | 0        | -      | -      | 34   | 5    |
| 독일     | 독일                    | 독일       | 리그 | 리그 | DFB-포칼         | DFB-포칼         | 리가포칼 | 리가포칼 | 유럽   | 유럽   | 합계 | 합계 |
| 2010-11  | VfL 볼프스부르크        | 분데스리가 | 10   | 0    | 0                | 0                | -        | -        | -      | -      | 10   | 0    |
| 2011-12  | VfL 볼프스부르크        | 분데스리가 | 12   | 0    | 0                | 0                | -        | -        | -      | -      | 12   | 0    |
| 2011-12  | FC 아우크스부르크(임대) | 분데스리가 | 15   | 5    | 0                | 0                | -        | -        | -      | -      | 15   | 5    |
| 2012-13  | FC 아우크스부르크(임대) | 분데스리가 | 21   | 3    | 1                | 0                | -        | -        | -      | -      | 22   | 3    |
| 2013-14  | VfL 볼프스부르크        | 분데스리가 | 10   | 0    | 2                | 0                | -        | -        | -      | -      | 12   | 0    |
| 2013-14  | FSV 마인츠 05           | 분데스리가 | 14   | 1    | 0                | 0                | -        | -        | -      | -      | 14   | 1    |
| 2014-15  | FSV 마인츠 05           | 분데스리가 | 23   | 5    | 1                | 1                | -        | -        | 2      | 1      | 26   | 7    |
| 2015-16  | FSV 마인츠 05           | 분데스리가 | 2    | 0    | 0                | 0                | -        | -        | -      | -      | 2    | 0    |
| 2015-16  | FC 아우크스부르크       | 분데스리가 | 27   | 8    | 1                | 0                | -        | -        | 8      | 0      | 36   | 8    |
| 2016-17  | FC 아우크스부르크       | 분데스리가 | 23   | 2    | 2                | 1                | -        | -        | -      | -      | 25   | 3    |
| 2017-18  | FC 아우크스부르크       | 분데스리가 | 28   | 2    | 1                | 0                | -        | -        | -      | -      | 29   | 2    |
| 2018-19  | FC 아우크스부르크       | 분데스리가 | 26   | 2    | 2                | 0                | -        | -        | -      | -      | 28   | 2    |
| 카타르   | 카타르                  | 카타르     | 리그 | 리그 | 카타르 에미르 컵 | 카타르 에미르 컵 | 리그컵   | 리그컵   | 아시아 | 아시아 | 합계 | 합계 |
| 2019-20  | 알가라파                | QSL        | 18   | 1    | 0                | 0                | 1        | 0        | -      | -      | 19   | 1    |
| 2020-21  | 알가라파                | QSL        | 20   | 5    | 1                | 0                | 6        | 2        | 1      | 0      | 28   | 7    |
| 2021-22  | 알코르                  | QSL        | 8    | 0    | 0                | 0                | 3        | 0        | -      | -      | 11   | 0    |
| 합계     | 대한민국                | 대한민국   | 70   | 7    | 7                | 1                | 18       | 1        | -      | -      | 95   | 9    |
| 합계     | 독일                    | 독일       | 211  | 28   | 10               | 2                | -        | -        | 10     | 1      | 231  | 31   |
| 합계     | 카타르                  | 카타르     | 46   | 6    | 1                | 0                | 10       | 2        | 1      | 0      | 58   | 8    |
| 합계     | 국가                    | 국가       | 327  | 41   | 18               | 3                | 28       | 3        | 11     | 1      | 384  | 48   |

### 국가대표팀
스코어와 결과 리스트는 대한민국 국가대표팀의 득점을 먼저 기록하였다. (ex:스코어 1-0일 때 1이 대한민국)
| #  | 일시       | 장소                           | 상대 국가      | 스코어 | 결과 | 매치 형식                           |
| -- | ---------- | ------------------------------ | -------------- | ------ | ---- | ----------------------------------- |
| 1  | 2010-1-9   | 남아프리카공화국, 요하네스버그 | 잠비아         | 2-4    | 2-4  | 친선 경기                           |
| 2  | 2010-2-7   | 일본, 도쿄                     | 홍콩           | 2-0    | 5-0  | 2010년 동아시아컵                   |
| 3  | 2011-1-10  | 카타르, 도하                   | 바레인         | 1-0    | 2-1  | 2011년 AFC 아시안컵                 |
| 4  | 2011-1-10  | 카타르, 도하                   | 바레인         | 2-0    | 2-1  | 2011년 AFC 아시안컵                 |
| 5  | 2011-1-14  | 카타르, 도하                   | 오스트레일리아 | 1-0    | 1-1  | 2011년 AFC 아시안컵                 |
| 6  | 2011-1-18  | 카타르, 도하                   | 인도           | 2-1    | 4-1  | 2011년 AFC 아시안컵                 |
| 7  | 2011-1-28  | 카타르, 도하                   | 우즈베키스탄   | 1-0    | 3-2  | 2011년 AFC 아시안컵                 |
| 8  | 2011-6-7   | 대한민국, 전주                 | 가나           | 2-1    | 2-1  | 친선 경기                           |
| 9  | 2011-11-15 | 레바논, 베이루트               | 레바논         | 1-1    | 1-2  | 2014년 FIFA 월드컵 아시아 지역 예선 |
| 10 | 2012-6-12  | 대한민국, 고양                 | 레바논         | 3-0    | 3-0  | 2014년 FIFA 월드컵 아시아 지역 예선 |
| 11 | 2013-9-6   | 대한민국, 인천                 | 아이티         | 2-1    | 4-1  | 친선경기                            |
| 12 | 2013-10-15 | 대한민국, 천안                 | 말리           | 1-1    | 3-1  | 친선경기                            |
| 13 | 2014-06-22 | 브라질, 포르투알레그리         | 알제리         | 2-4    | 2-4  | 2014년 FIFA 월드컵                  |
| 14 | 2015-03-27 | 대한민국, 대전                 | 우즈베키스탄   | 1-0    | 1-1  | 친선경기                            |
| 15 | 2015-10-8  | 쿠웨이트, 쿠웨이트시티         | 쿠웨이트       | 1-0    | 1-0  | 2018년 FIFA 월드컵 아시아 지역 예선 |
| 16 | 2015-11-12 | 대한민국, 수원                 | 미얀마         | 2-0    | 4-0  | 2018년 FIFA 월드컵 아시아 지역 예선 |
| 17 | 2016-9-1   | 대한민국, 서울                 | 중화인민공화국 | 3-0    | 3-2  | 2018년 FIFA 월드컵 아시아 지역 예선 |
| 18 | 2016-11-15 | 대한민국, 서울                 | 우즈베키스탄   | 2-1    | 2-1  | 2018년 FIFA 월드컵 아시아 지역 예선 |
| 19 | 2017-11-14 | 대한민국, 울산                 | 세르비아       | 1-1    | 1-1  | 친선경기                            |

## 경력 목록

### 국가대표팀
- 2008년 동아시아 축구 선수권 대회 국가대표
- 2008년 AFC U-19 챔피언십 국가대표
- 2009년 FIFA U-20 월드컵 국가대표
- 2010년 동아시아 축구 선수권 대회 국가대표
- 2010년 아시안 게임 축구 국가대표
- 2011년 AFC 아시안컵 국가대표
- 2012년 하계 올림픽 축구 국가대표
- 2014년 FIFA 월드컵 국가대표
- 2015년 AFC 아시안컵 국가대표
- 2018년 FIFA 월드컵 국가대표
- 2019년 AFC 아시안컵 국가대표

## 수상 내역
제주 유나이티드
- K리그 : 준우승 (2010)

 대한민국
- AFC U-19 챔피언십 : 준결승 (2008)
- 아시안 게임 축구 : 동메달 (2010)
- 올림픽 축구 : 동메달 (2012)
- 동아시아 축구 선수권 대회 : 우승 (2008), 준우승 (2010)
- AFC 아시안컵 : 준우승 (2015), 3위 (2011)

개인
- Mnet 20's Choice : 20's 스포츠 스타 (2012)
- K리그 : 도움왕, 팬타스틱 플레이어상, 베스트 11 (이상 2010)
- AFC 아시안컵 : 득점왕, 베스트 팀 (이상 2011)
- 2011년 AFC 아시안컵 맨 오브 더 매치 : vs. 바레인, vs. 인도 (이상 조별리그)
- 2015년 AFC 아시안컵 맨 오브 더 매치 : vs. 오만 (조별리그)

## 기타 활동

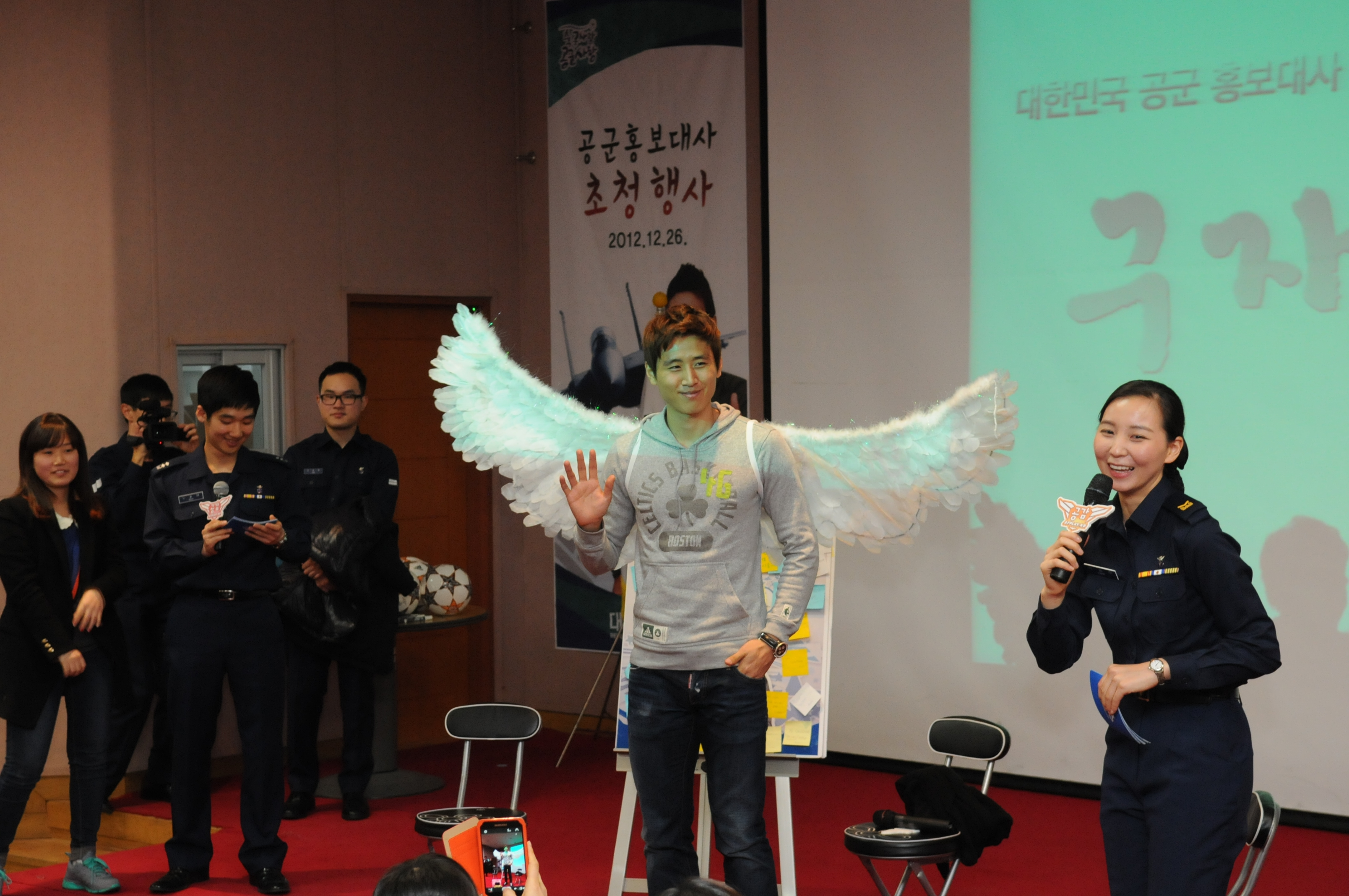
공군 홍보대사 초청행사에 참가한 구자철

2012년 12월 16일 공군 홍보대사로 위촉됐다.
2013년 7월 5일 방송되는 런닝맨에 박지성, 설리와 함께 게스트로 출연했다.
2019년 5월말부터 유튜브채널을 개설하여 유튜버로도 활동하고 있다.